# Autostrada A1 (Franța - Martinica)
Autostrada franceză A1 (în franceză Autoroute A1) este o autostradă franceză situată în Martinica.
Este singura autostradă franceză situată în afara metropolei. Leagă Aeroportul Internațional Martinique Aimé Césaire din Le Lamentin de centura de ocolire a Fort-de-France. La sud, este prelungită de RN 5 până la Le Marin.
Numerotarea sa poate crea confuzie, deoarece autostrada poartă același număr ca și autostrada Nordului, o altă autostradă franceză, care leagă Parisul de Lille, în nordul Franței continentale.

## Listă ieșiri

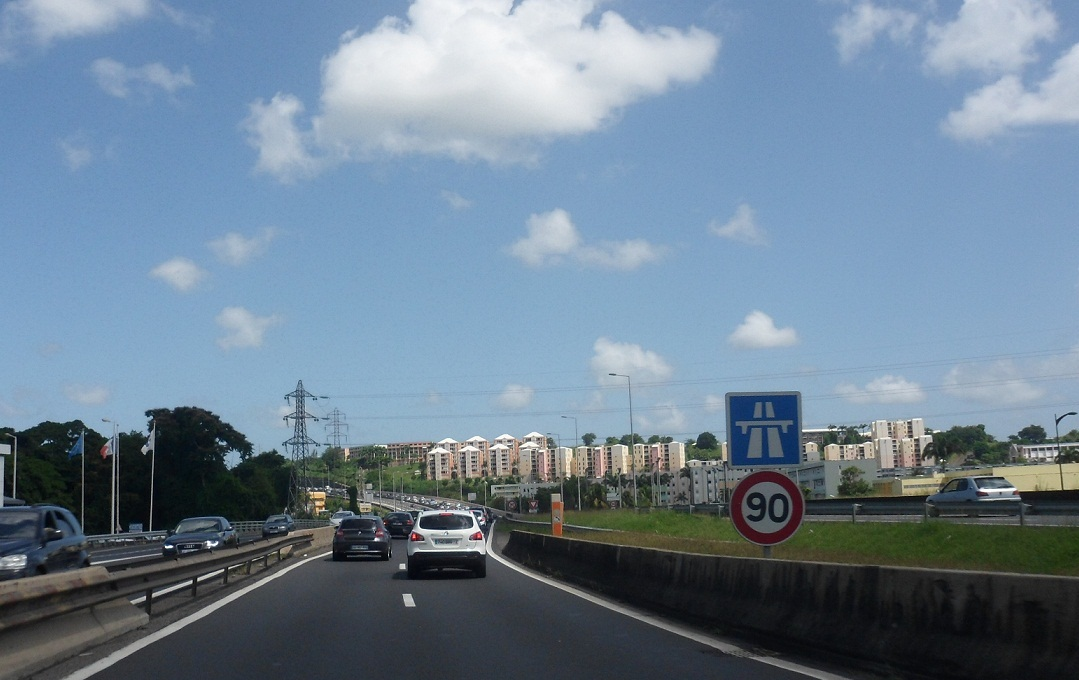
Intrarea pe autostradă, la Fort-de-France.

| Ieșiri              | |          |
| Intersecție         | intrarea pe A1 dinspre RN 5                                                                             | RN 5     |
|                     | Începutul autostrăzii A1                                                                                |          |
|                     | Reducere la 2 × 2 benzi                                                                                 |          |
| - Aéroport          | Aeroportul Internațional Martinique Aimé Césaire                                                        | Aeroport |
| - La Lézarde        | Le Lamentin - Zona industrială La Lézarde, Zona industrială Place d'Armes                               |          |
| Intersecție         | Intersecție între A1 și RN 1                                                                            | RN 1     |
|                     | 2 × 3 benzi                                                                                             |          |
| - Acajou            | Le Lamentin-Acajou, Zona industrială Les Mangles, Centrul commercial La Galleria                        |          |
| - Californie        | Fort-de-France - Zona industrială Jambette, Californie, Hauts de Californie                             |          |
|                     | Reducere la 2 × 2 benzi                                                                                 |          |
| - Pointe des Sables | Fort-de-France-Pointe des Grives, Z.A.C. Rivière Roche, Spitalul La Meynard                             |          |
| - Dillon            | Fort-de-France-Sud, Sainte-Thérèse, Châteauboeuf, Dillon, Zona portuară, Terminalul Maritim de pasageri |          |
| - Cité Dillon       | Fort-de-France - Cartierul Dillon                                                                       |          |
| Intersecție         | Intersecție între A1 și RD 41                                                                           | RD 41    |
|                     | Sfârșitul autostrăzii A1                                                                                |          |

## Inaugurare
1963: Deschiderea completă a autostrăzii.

## Departamente, regiuni traversate
- Martinica

## Orașe traversate
- Fort-de-France
- Le Lamentin